# Michael Britt
Michael Antonio Britt (Suffolk, 7 ottobre 1960 – Suffolk, 25 dicembre 2017) è stato un cestista statunitense, professionista in Venezuela e in Francia.

## Carriera
Venne selezionato dai Washington Bullets al secondo giro del Draft NBA 1983 (32ª scelta assoluta), ma non giocò mai nella NBA.